# Prytaneutis
Prytaneutis é um gênero de mariposa pertencente à família Acrolepiidae.